# Макарій Тирновський
Святий Макарій Тирновський — патріарх Тирновський Болгарської православної церкви у 1277—1284 р. У середньовічній Синодальній Книзі Борила він зазначений як п'ятий Патріарх, який очолював Болгарську Церкву з центром у Тирново, столиці Болгарської імперії.
Згаданий як «тричі беатифікований і святий мученик». Його попередником був патріарх Ігнатій Тирновський.
Патріарх Макарій очолював Тирновську Церкву в бурхливий період постійної загрози з боку монголо-татар, які вчиняли набіги на північно-східні регіони Болгарської імперії в другій половині 13 століття.
Під час його перебування на патріаршому престолі, в Болгарії правили імператори: Костянтин І Тих (правління 1257—1277), Михайло II Тих (1277—1279), селянський імператор Івайло (1278—1280), Іван Асен III (1279—1280) та Георгій Тертер I (1280—1292).
Загинув мученицькою смертю невідомо коли і як, можливо під час монголо-татарських набігів. Його наступником став Патріарх Йоаким III (1284—1300).